# باورس، بولیوی
باورس (به اسپانیایی: Baures) یک منطقهٔ مسکونی در بولیوی است که در بائورس واقع شده‌است. باورس ۲٬۱۲۷ نفر جمعیت دارد و ۱۴۳٫۲۶ متر بالاتر از سطح دریا واقع شده‌است.